# Yves Urbain (dessinateur)
Pour les articles homonymes, voir Yves Urbain et Urbain.
Yves Urbain, né le 29 janvier 1957 à Forest (région de Bruxelles-Capitale), est un dessinateur et scénariste de bande dessinée belge.

## Biographie

### Les débuts
Yves Urbain naît le 29 janvier 1957 à Forest (Bruxelles),. Il réalise diverses illustrations, dessins et bandes dessinées publicitaires pour le mensuel rock More de 1974 à 1978, tandis qu'il s'attèle à la mise en page et à la création d'une bande dessinée Rockman avec Frédéric Jannin sur un scénario de Jean-Claude De la Royère. En 1975, il se fait décoriste pour Gos sur l'album La Fugue du Scrameustache et continue dans cette voie sur la série Gil Jourdan de Maurice Tillieux jusqu'en 1976, ce qui en fait le dernier assistant de Tillieux. Il se voit offrir la publication d'une carte blanche de 4 planches dans Spirou.
De 1978 à 1983, Urbain réalise seul 5 mini-récits de 32 planches de son personnage Ernest Jolisonge qui sont publiés dans Spirou. 6 histoires de 4 à 8 pages de Andréas sur un scénario de Bizu.
En 1982, il dessine un petit album promotionnel broché de 32 planches en noir et blanc L'Affaire Puma sur un scénario de Peter Anger pour l'association de consommateurs CRIOC. Pendant son service militaire à la force navale, Yves Urbain reçoit une affectation d'illustrateur pour le mensuel des forces armées belges Vox.

### DansTintin
En 1980, il réalise des décors de la série Modeste et Pompon pour Walli et Bom pour le Journal de Tintin. En 1982, il est présent dans le premier numéro de Le journal illustré le plus grand du monde de Michel Deligne avec une publicité pour les parutions de cet éditeur. Il y retrouve Jean-Claude De la Royère comme rédacteur en chef qui publie sa nouvelle série scénarisée par Bom Julie Brizard avec un premier court récit de 8 planches intitulé Double jeu pour un jouet dès le no 2 de cette publication et ensuite un dernier court récit également de 8 planches Voyage ardennais dans no 4 de 1983. Le journal a une vie éphémère et met fin aux aventures de cette jeune héroïne. On la retrouve pourtant sous un nouveau prénom Katy dans Tintin pour laquelle il dessine 7 histoires de 4 à 15 planches toujours sur des scénarios de Bom en 1984-1985. Cette série Katy Brizard se retrouve dans une histoire à suivre dans les nos 29 à 31 avec un titre déjà connu Double jeu pour un jouet en 1984.
Parallèlement, il réalise le lettrage pour la série de Xavier Musquera, tout en travaillant pour un support de mots croisés des éditions Sport Cérébral où il s'emploie à créer gags, jeux et différents dessins de 1982 à 1984. 
C'est dans Circus qu'est publié MorMaudi à raison de trois courts récits de 3 planches avec Kisler et Joe Ruffner de 1988 à 1989. En 1990, il commence l'adaptation en bande dessinée de la série humoristique Wilt de Tom Sharpe sur des scénarios de André-Paul Duchâteau, 2 albums paraissent aux éditions Claude Lefrancq, jusqu'en 1993. Il entame une nouvelle collaboration avec le romancier François Rivière en dessinant une autre adaptation en bande dessinée : celle de la série policière Abbé Brown d'après l'œuvre de Gilbert Keith Chesterton, l'album La Croix de Saphir est le onzième tome dans la collection « BDétectives » du même éditeur en 1991. Avec ses complices Riff, Qwak et Joe Ruffner, ils publient un court récit de 3 planches dans Yéti en 1991. Pour sa nouvelle héroïne Lucie Martin, Urbain signe seul un court récit de 6 planches Un Parfum de Mystère dans Hello Bédé no 12 de 1992.
À la suite, il réalise le lettrage de diverses séries sans être crédité.

### Hippie
Il édite à compte d'auteur, le premier album de la série Hippie : Briard, vous avez dit Briard ?, les gags d'un sympathique briard dans un cadre familial en 1994.
Il effectue divers travaux pour le studio de Tome et Janry et les studios Peyo en 1996 et 1997.
Il faut attendre 2004 pour qu'Yves Urbain rencontre les membres de l'association Le Gang au festival BD de Roquebrune-sur-Argens, qui suscite le projet d'édition des albums Hippie. Trois ans plus tard, le projet se réalise enfin et voit la parution de l'album Hippie, berger de prix aux éditions Le Gang,, une microstructure et deux ans plus tard, c'est au tour de Love's Power de sortir de presse, toujours chez Le Gang avec Sticky Hell Gong au scénario.
En 2017, le second tome de Hippie La Compil'Poils est publié par Le Gang au tirage limité de 1 000 exemplaires sans numéro ISBN.
Il rend hommage à Tillieux et Michel Audiard avec une fausse couverture de Gil Jourdan pour le no 16 de Blam ! en 2007.
En février 2011, Yves Urbain demeure à Fréjus (France). Son compte Facebook nous apprend qu'il y demeure encore en octobre 2022.

## Œuvre

### Wilt
- 1. Tome 1, Claude Lefrancq, coll. « BDÉcrivain », Bruxelles, février 1990
Scénario : André-Paul Duchâteau - Dessin : Yves Urbain - Couleurs : Cécile Schmitz -  (ISBN 2871530238),adapté de Tom Sharpe.
- 2. Tome 2, Claude Lefrancq, coll. « BDÉcrivain », Bruxelles, septembre 1991
Scénario : André-Paul Duchâteau - Dessin : Yves Urbain - Couleurs : quadrichromie -  (ISBN 2871530440)

### Abbé Brown
- 1. La Croix de saphir, Claude Lefrancq, coll. « BDétectives », Bruxelles, mai 1991
Scénario : André-Paul Duchâteau - Dessin : Yves Urbain - Couleurs : Natacha Séverin -  (ISBN 2-87153-047-5),adapté de Gilbert Keith Chesterton.

### Collectifs
- Pétition - À la recherche d'Oesterheld et de tant d'autres[19] ! , Amnesty International, Bruxelles, 1986
Scénario : collectif dont Yves Urbain - Dessin : collectif - Couleurs : noir et blanc

#### Livres
: document utilisé comme source pour la rédaction de cet article.
- Jean-Louis Lechat, Un demi-siècle d’aventures t. 2 : 1970 - 1996, Bruxelles, Le Lombard, 5 décembre 1996, 224 p., ill. ; 31 cm (ISBN 280361233X, OCLC 37995939, BNF 37539082, présentation en ligne), p. 113. .
- Jean Pirotte (dir.) et Luc Courtois, Du régional à l'universel : L'imaginaire wallon dans la bande dessinée, Louvain-la-Neuve, Fondation wallonne Pierre-Marie et Jean-François Humblet, 1999, 310 p. (ISBN 978-2-9600072-3-7 et 2960007239, OCLC 1075833932), p. 254 lire sur Google Livres
- Philippe Mellot, Michel Denni, Laurent Turpin et Isabelle Morzadec, Trésors de la bande dessinée : BDM 2021-2022 - Catalogue encyclopédique et Argus, Paris, Les Arènes, novembre 2020, 22e éd., 1700 p., ill. ; 23 cm (ISBN 9791037502582, OCLC 1240308146, présentation en ligne), p. 17, 524, 671, 1310. .

### Podcasts
- Interview Yves Urbain sur Mixcloud, interview : eclectriqueradio (23 min 24 s) au Centre belge de la bande dessinée.